# Christopher Toll
Carl Christopher Toll, född 9 mars 1931 i Stockholm, död 17 oktober 2015 i Hamburg, var en svensk arabist.

## Biografi
Toll studerade arabiska, blev filosofie doktor 1968 och därefter docent i semitiska språk vid Uppsala universitet, där han var verksam till 1974. År 1976 utsågs han till professor i semitisk filologi vid Århus universitet. Därefter kallades han till en professur i arabiska vid Köpenhamns universitet, där han var verksam till sin pensionering år 2000. Toll publicerade ett flertal böcker, artiklar och uppsatser. Bland annat ombesörjde han en nyutgåva av Karl Vilhelm Zetterstéens svenska översättning av Koranen.

## Utmärkelser
- Rättsriddare av Johanniterorden i Sverige
- Riddare av Danska Dannebrogsorden
- Ledamot av Humanistiska vetenskapssamfundet i Uppsala
- Ledamot av Det kongelige danske videnskabernes selskab